# KEYLAND ON : AND ON
《2024 KEYLAND ON : AND ON》는 샤이니의 멤버 Key의 세번째 콘서트 투어이다.

## 개요
2023년 12월 19일, SM 엔터테인먼트는 Key의 세번째 단독 콘서트의 양일간 일정을 공개하였고 뒤이어 26일에는 팬클럽 선예매가, 28일에는 멜론티켓을 통해 일반 예매가 진행되었다.
뒤이어 이듬해 4월 17일에는 공식 SNS를 통해 4개국 아시아 투어의 일정을 공개하였으며, 19일에는 일본 공식 홈페이지를 통해 총 5일간의 아레나 투어 일정을 공개하여 투어 범위를 확대하였다.

## 2024 KEYLAND ON: AND ON <#>
2024년 7월 12일, 샤이니 공식 SNS는 2일간의 앙코르 콘서트 일정을 발표하였으며, 26일에는 메인 포스터 공개와 동시에 예매 일정이 공개되었다. 뒤이어 예매는 31일 팬클럽 선행 예매가, 8월 1일에는 일반 예매가 멜론티켓을 통해 진행되었다.
Key는 해당 투어를 통해 약 7만여명의 누적 관객을 기록하였다.

## 투어 일정
| 날짜            | 도시     | 국가       | 장소                         | 관객 수       |
| --------------- | -------- | ---------- | ---------------------------- | ------------- |
| 2024년 1월 27일 | 서울     | 대한민국   | SK올림픽핸드볼경기장         | 통산 10,000명 |
| 2024년 1월 28일 | 서울     | 대한민국   | SK올림픽핸드볼경기장         | 통산 10,000명 |
| 2024년 7월 6일  | 동경     | 일본       | 국립 요요기 경기장 제1체육관 | 통산 24,000명 |
| 2024년 7월 7일  | 동경     | 일본       | 국립 요요기 경기장 제1체육관 | 통산 24,000명 |
| 2024년 7월 14일 | 방콕     | 태국       | MCC 홀                       | 2,000명       |
| 2024년 7월 20일 | 자카르타 | 인도네시아 | 더 카사블랑카 홀             | 1,000명       |
| 2024년 7월 28일 | 마카오   | 마카오     | 브로드웨이 시어터            | 3,000명       |
| 2024년 8월 10일 | 신호     | 일본       | 고베 월드 기념 홀            | 통산 18,000명 |
| 2024년 8월 11일 | 신호     | 일본       | 고베 월드 기념 홀            | 통산 18,000명 |
| 2024년 8월 12일 | 신호     | 일본       | 고베 월드 기념 홀            | 통산 18,000명 |
| 2024년 8월 17일 | 가오슝시 | 중화민국   | 가오슝 뮤직 센터             | 2,000명       |
| 2024년 9월 14일 | 서울     | 대한민국   | SK올림픽핸드볼경기장<#>      | 통산 10,000명 |
| 2024년 9월 15일 | 서울     | 대한민국   | SK올림픽핸드볼경기장<#>      | 통산 10,000명 |

## 세트 리스트
- Opening VCR -
- Good & Great
- Saturday Night
- I Wanna Be
- Easy To Love
- 미워 (The Duty Of Love)

- Ment -
- Heartless
- Hologram

- Band Introduction -
- Can't Say Goodbye
- CoolAs
- Live Without You
- Killer

- Ment -
- Intoxicating (Feat. Kany)
- Imagine

- Dancer Introduction -
- Helium (헬륨)
- Bound

- Ment -
- Another Life
- Yellow Tape

- Ment -
- Mirror Mirror
- G.O.A.T (Greatest Of All Time)

- Encore -
- I Can't Sleep

- Ending Ment -
- 가솔린 (Gasoline)

- Double Encore -
- Forever Yours

- Opening VCR -
- Good & Great
- Saturday Night
- I Wanna Be
- Easy To Love
- 미워 (The Duty Of Love)

- Ment -
- Heartless
- Hologram

- Band Introduction -
- Can't Say Goodbye
- CoolAs
- Live Without You
- Killer

- Ment -
- Fresh
- Imagine

- Dancer Introduction -
- Helium (헬륨)
- Bound

- Ment -
- Another Life
- Yellow Tape

- Ment -
- Mirror Mirror
- G.O.A.T (Greatest Of All Time)

- Encore -
- Tongues Tied

- Ending Ment -
- 가솔린 (Gasoline)

- Double Encore -
- Forever Yours

- Opening VCR -
- Pleasure Shop
- Golden
- Guilty Pleasure
- Killer

- Ment -
- Overthink

- Band Introduction -
- BAD LOVE
- CoolAs
- Going Up
- Tongue Tied

- Ment -
- I Know
- Imagine

- Dancer Introduction -
- Helium (헬륨)
- Bound

- Ment -
- Heartless
- Hologram

- Ment -
- Novacaine
- I Can't Sleep
- G.O.A.T (Greatest Of All Time)

- Encore -
- Good & Great
- Forever Yours
- 미워 (The Duty Of Love)

- Ending Ment -
- 가솔린 (Gasoline)

- Double Encore -
- This Life

## 제작
- 주최, 주관 : SM 엔터테인먼트, 크림라이브 유나이티드